# 7036 Кентарохірата
7036 Кентарохірата (7036 Kentarohirata, 1995 BH3, 1991 NU4, 1992 SH26) — астероїд головного поясу.
Тіссеранів параметр щодо Юпітера — 3,173.